# Eumops perotis
Eumops perotis là một loài động vật có vú trong họ Dơi thò đuôi, bộ Dơi. Loài này được Schinz mô tả năm 1821.

## Hình ảnh

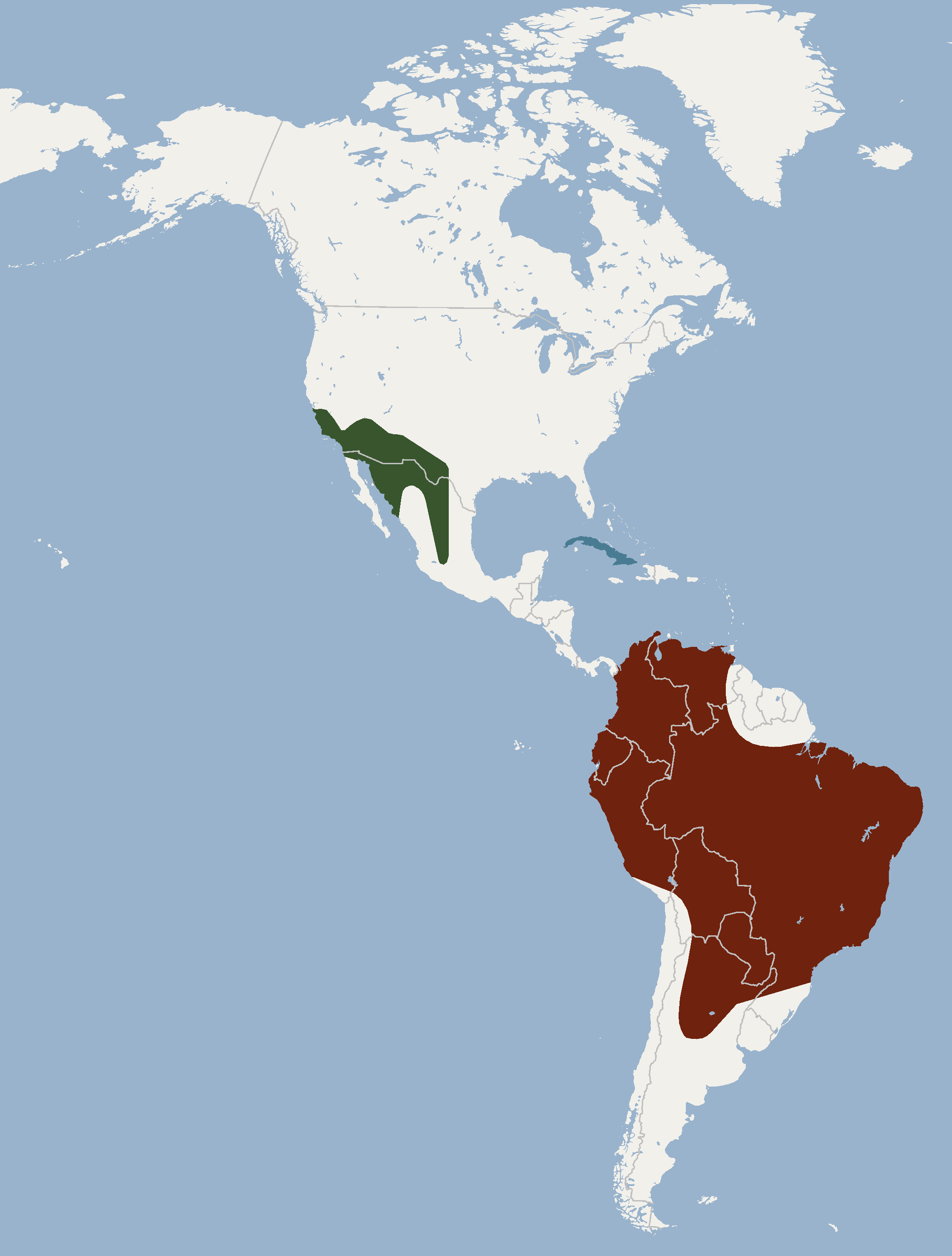